# Yangpachen-Kloster
| Tibetische Bezeichnung                                     |
| ---------------------------------------------------------- |
| Wylie-Transliteration: thub bstan yangs pa can             |
| Offizielle Transkription der VRCh: Thubdain Yangbajain     |
| Andere Schreibweisen: Tupten Yangpachen, Tudeng Yangbajing |
| Chinesische Bezeichnung                                    |
| Vereinfacht: 羊八井寺, 土登羊八井                          |
| Pinyin:Yángbājǐng Sì, Tǔdēng Yángbājǐng                    |

Das Yangpachen-Kloster oder Thubten Yangpachen ist ein Hauptkloster der Karma-Kagyü-Schule des tibetischen Buddhismus in dem für seine Thermalquellen berühmten Ort Yangbajain des Kreises Damxung von Lhasa in Tibet, China.
Das Kloster wurde 1490 gegründet und ist der Sitz der Sharmapas, einer bedeutenden Trülku-Linie der Karma-Kagyü-Schule.
Östlich des Klosters liegt der Berg Beu-tse.